# Nassarina
Nassarina is een geslacht van weekdieren uit de klasse van de Gastropoda (slakken).

## Soorten
- Nassarina adamsi (Tryon, 1883)
- Nassarina anitae Campbell, 1961
- Nassarina atella Pilsbry & Lowe, 1932
- Nassarina bushiae (Dall, 1889)
- Nassarina conspicua (Adams, 1852)
- Nassarina cruentata (Mörch, 1860)
- Nassarina dubia Olsson & McGinty, 1958
- Nassarina glypta (Bush, 1885)
- Nassarina helenae Keen, 1971
- Nassarina metabrunnea Dall & Simpson, 1901
- Nassarina pammicra Pilsbry & Lowe, 1932
- Nassarina penicillata (Carpenter, 1865)
- Nassarina perata Keen, 1971
- Nassarina poecila Pilsbry & Lowe, 1932
- Nassarina procera Pelorce & Boyer, 2005
- Nassarina rietae Segers & Swinnen, 2004
- Nassarina rolani Pelorce & Boyer, 2005
- Nassarina tehuantepecensis (Shasky, 1970)
- Nassarina thetys Costa & Absalão, 1998
- Nassarina vespera Keen, 1971
- Nassarina whitei (Bartsch, 1928)